# Naturschutzgebiet Am Eimberg
Das Naturschutzgebiet Am Eimberg mit einer Größe von 4 ha liegt nordwestlich von Wenholthausen im Gemeindegebiet von Eslohe. Das Gebiet wurde 2008 mit dem Landschaftsplan Eslohe durch den Hochsauerlandkreis als Naturschutzgebiet (NSG) ausgewiesen.

## Gebietsbeschreibung
Das Gebiet umfasst Erlenwald mit Quellhorizonten, Eichen-Hainbuchenwald und Grünland.

## Pflanzenarten im NSG
Es wurden durch das Landesamt für Natur, Umwelt und Verbraucherschutz Nordrhein-Westfalen Pflanzenarten wie Alpen-Hexenkraut, Ährige Teufelskralle, Aronstab, Bleiche Segge, Busch-Windröschen, Echte Nelkenwurz, Echtes Lungenkraut, Echtes Springkraut, Efeu, Einbeere, Einblütiges Perlgras, Frauenfarn, Fuchssches Greiskraut, Gänseblümchen, Geflecktes Knabenkraut, Gewöhnliche Goldnessel, Großes Hexenkraut, Hain-Gilbweiderich, Kleiner Dornfarn, Kletten-Labkraut, Kriechender Hahnenfuß, Quirl-Weißwurz, Scharbockskraut, Stern-Segge, Sumpf-Pippau, Vielblütige Weißwurz, Wald-Bingelkraut, Wald-Ziest, Winkel-Segge und Wolliges Honiggras vor.

## Schutzzweck
Schutzzweck ist der Schutz eines Waldes mit großer struktureller Vielfalt.